# Болкер
Болкер (фр. Bolquère) је насељено место у Француској у региону Лангдок-Русијон, у департману Источни Пиринеји.
По подацима из 2011. године у општини је живело 768 становника, а густина насељености је износила 43,61 становника/km².

## Демографија
| 1962. | 1968. | 1975. | 1982. | 1990. | 1999. | 2011. |
| ----- | ----- | ----- | ----- | ----- | ----- | ----- |
| 215   | 249   | 373   | 503   | 617   | 730   | 768   |